# Laurent Gagnier
Pour les articles homonymes, voir Gagnier.
Laurent Gagnier est un  footballeur français né le 12 janvier 1979 à Antibes (Alpes-Maritimes). Il évolue au poste d'attaquant. 
Il a été finaliste de la Coupe de France en 2005 avec Sedan.
Il a en outre disputé 5 rencontres en Ligue 1 sous les couleurs de l'OGC Nice.

## Carrière de joueur
- 1999-2002 :  OGC Nice
- janv. 2003-2004 :  Chamois niortais FC
- 2004-2006 :  CS Sedan-Ardennes
- 2006-2008 :  Chamois niortais FC
- 2008-2009 :   Club chinois
- 2009-2010 :  Amiens SC
- 2010-2011 :  JS St Jean Beaulieu (DH)
- 2011- 2012:  Red Star 93
- 2012-:  FC Sapins[1],[2]

## Palmarès
- Finaliste de la Coupe de France en 2005 (avec le CS Sedan-Ardennes)